# Mika Nurmela
Mika Nurmela (Oulu, 26 december 1971) is een Fins voormalig voetballer.

## Clubcarrière
In zijn geboorteland speelde hij als prof twee seizoenen voor FC Haka waarna hij drie seizoenen speelde voor het Zweedse Malmö FF. Hierna speelde hij acht seizoenen in Nederland, waarvan vier in de eerste divisie bij Emmen en eveneens vier voor sc Heerenveen. Bij de laatste club groeide hij uit tot koning van de assist met zijn immer gevaarlijke voorzetten vanaf de rechterkant.
Na zijn avontuur in Nederland vertrok hij naar het Duitse 1. FC Kaiserslautern, waar hij echter niet helemaal uit de verf kwam en regelmatig buiten de basiself werd gelaten. Hij maakte het Finse seizoen 2005 af in de hoofdstad bij HJK Helsinki. Daarna wist zijn zaakwaarnemer hem te koppelen aan het gepromoveerde Heracles Almelo, waar hij een belangrijke rol had als speler met ervaring. Na het seizoen 2005/2006 keerde Nurmela terug naar zijn vaderland om wederom voor HJK Helsinki te gaan spelen. In het seizoen 2008 speelde hij voor RoPS Rovaniemi op het tweede Finse niveau.
In 2014 is hij technisch directeur en speler bij AC Oulu in zijn geboorteland.

## Interlandcarrière
Nurmela was tot aan de verloren wedstrijd op 8 juni 2005 tegen Nederland (0-4) een vaste waarde voor het Finse nationale elftal. Hij speelde in totaal 71 interlands waarin hij vijf keer scoorde. Nurmela maakte zijn debuut op 4 november 1992 in de vriendschappelijke uitwedstrijd tegen Tunesië (1-1), net als Aki Hyryläinen (HJK Helsinki), Sami Hyypiä (MyPa) en Antti Niemi (HJK Helsinki).
| Interlanddoelpunten | Interlanddoelpunten | Interlanddoelpunten | Interlanddoelpunten     | Interlanddoelpunten | Interlanddoelpunten | Interlanddoelpunten | Interlanddoelpunten |
| #                   | Datum               | Locatie             | Wedstrijd               | Goal(s)             | Score               | Uitslag             | Wedstrijd           |
| ------------------- | ------------------- | ------------------- | ----------------------- | ------------------- | ------------------- | ------------------- | ------------------- |
| 1                   | 12/10/2002          | Helsinki            | Finland – Azerbeidzjan  | 13'                 | 1 – 0               | 3 – 0               | EK-kwalificatie     |
| 2                   | 06/09/2003          | Bakoe               | Azerbeidzjan – Finland  | 74'                 | 0 – 2               | 1 – 2               | EK-kwalificatie     |
| 3                   | 19/11/2003          | San José            | Costa Rica – Finland    | 62' (pen.)          | 1 – 1               | 2 – 1               | Oefeninterland      |
| 4                   | 18/03/2005          | Dammam              | Saoedi-Arabië – Finland | 76'                 | 1 – 3               | 1 – 4               | Oefeninterland      |
| 5                   | 15/11/2006          | Helsinki            | Finland – Armenië       | 10'                 | 1 – 0               | 1 – 0               | EK-kwalificatie     |

## Clubstatistieken
| Seizoen   | Club                 | Land      | Wedstrijden | Doelpunten |
| --------- | -------------------- | --------- | ----------- | ---------- |
| 1991      | FC Haka              | Finland   | 33          | 5          |
| 1992      | FC Haka              | Finland   | 32          | 3          |
| 1993      | Malmö FF             | Zweden    | 16          | 3          |
| 1994      | Malmö FF             | Zweden    | 5           | 0          |
| 1995      | Malmö FF             | Zweden    | 10          | 0          |
| 1995-1996 | Emmen                | Nederland | 25          | 5          |
| 1996-1997 | Emmen                | Nederland | 34          | 4          |
| 1997-1998 | Emmen                | Nederland | 31          | 7          |
| 1998-1999 | Emmen                | Nederland | 32          | 3          |
| 1999-2000 | sc Heerenveen        | Nederland | 34          | 8          |
| 2000-2001 | sc Heerenveen        | Nederland | 33          | 5          |
| 2001-2002 | sc Heerenveen        | Nederland | 34          | 4          |
| 2002-2003 | sc Heerenveen        | Nederland | 32          | 9          |
| 2003-2004 | 1. FC Kaiserslautern | Duitsland | 21          | 0          |
| 2004-2005 | 1. FC Kaiserslautern | Duitsland | 7           | 0          |
| 2005      | HJK Helsinki         | Finland   | 7           | 2          |
| 2005-2006 | Heracles Almelo      | Nederland | 22          | 2          |
| 2006      | AC Oulu              | Finland   | 2           | 1          |
| 2006      | HJK Helsinki         | Finland   | 25          | 3          |
| 2007      | HJK Helsinki         | Finland   | 15          | 1          |
| 2008      | RoPS Rovaniemi       | Finland   | 26          | 4          |
| 2009-2010 | AC Oulu              | Finland   | 25          | 6          |
| 2010-2011 | AC Oulu              | Finland   | 24          | 5          |
| 2011-2012 | AC Oulu              | Finland   | 25          | 4          |
| 2012-2013 | AC Oulu              | Finland   | 26          | 3          |
| 2013-2014 | AC Oulu              | Finland   | 25          | 3          |
| Totaal    |                      |           | 576         | 87         |

## Erelijst
TPS Turku
- Suomen Cup

1994